# ショーン・スパイサー
ショーン・マイケル・スパイサー（英: Sean Michael Spicer、1971年9月23日 - ）は、アメリカ合衆国の政治ストラテジストである。ドナルド・トランプ政権でホワイトハウス報道官、ホワイトハウス広報部長を務めた。
2011年から2017年まで共和党全国委員会広報部長、2015年から2017年まで同委員会首席戦略官を務めた。2017年1月20日、トランプ政権のホワイトハウス報道官と広報部長の双方に就任。2017年3月6日にマイク・ダブキがホワイトハウス広報部長に就任し、スパイサーはいったん同職を退任したがダブキが3ヶ月後に辞任したため再び広報部長（代行）に就任していた。トランプ大統領は新広報部長としてヘッジファンド創業者のアンソニー・スカラムーチを充てることを決定したが、スパイサーは人選は重大な間違いだとして2017年7月21日に報道官を辞任した。後任には副報道官のサラ・ハッカビー・サンダースが昇格し、引き継ぎのためスパイサーは2017年8月末までホワイトハウスに留まった。

## 経歴
ニューヨーク州マンハセットに生まれ、ロードアイランド州バーリントンで育つ。父マイケル・ウィリアム・スパイサーは保険外交員、母キャスリーン（旧姓グロスマン）はブラウン大学東アジア地域研究学部の学部長であった。スパイサーはアイルランド系である。
1985年から1989年までポーツマス・アビー・スクールで、1989年から1993年までコネチカット・カレッジで学び、行政学の学位を取得。高校時代はロードアイランド州の競馬競技にボランティアとして関わり、大学進学後もコネチカット州から帰ってきてはボランティア活動を続けた。
1990年代後半になると、マイク・パッパス（ニュージャージー州選出、共和党）、フランク・ロビオンド（ニュージャージー州選出、共和党）、マーク・フォーリー（フロリダ州選出、共和党）、クレイ・ショウ（フロリダ州選出、共和党）などの連邦下院議員のもとで働き始めた。
1999年、アメリカ海軍予備隊に広報担当将校として入隊。現在も海軍中佐の肩書きを持つ。2012年にはロードアイランド州ニューポートの海軍大学校から、国家安全保障・戦略論で修士号を取得した。現在、ワシントンD.Cにあるアメリカ統合参謀本部の海軍予備役代表を務めている。
2000年から2001年までホワイトハウス改革委員会の広報部長を務めた後、2001年から2002年まで全国共和党大会委員会（NRCC）に勤務した。2003年から2005年まで下院予算委員会広報部長兼スポークスマンを務め、その後は連邦下院共和党会議広報部長を経て、2006年から2009年までジョージ・W・ブッシュ政権のメディア・広報担当通商代表補佐官の任にあった。
2009年から2011年には、エンデバー・グローバル・ストラテジーの共同経営者であった。同社は、アメリカ政府と経済的な関係を持つ外国の政府や企業を代表する広告代理店である。例えば同社はコロンビアの代理人として、人権問題との関連で批判もあるアメリカとの自由貿易協定を推し進めた。
2011年2月、共和党全国委員会の広報部長となった。広報部長在職中はソーシャルメディアの活用を積極化し、自前のテレビ番組制作班を組織し、また攻撃に対処する迅速対応計画を策定した。2015年2月には、共和党の首席戦略官を兼務することとなった。
広報部長時代のスパイサーは、当時のドナルド・トランプ候補に批判的であった。トランプが「メキシコからの不法移民が犯罪に関与している」と主張した際には「メキシコ系アメリカ人をひとくくりに論じることは、おそらく問題の解決には役立たないと思う」と述べた。2015年7月には「立派に職責を果たしてきた人々を軽んじるコメントをするような人物のための場所は、わが党またはわが国にはない」と、トランプを批判している。
2016年12月22日に、トランプ次期政権のホワイトハウス報道官に任命された。12月24日には、ホワイトハウスの広報部長に内定していたジェイソン・ミラーが辞退したことを受けて、その後任にも指名された。2017年1月20日、このふたつの役職に就任した。
スパイサーが報道官として発表した初めての声明は、大統領就任式の聴衆の数について、事実と異なる主張を行っていると批判を受けた。そのなかでスパイサーは、トランプ大統領の就任式を「過去最も多くの人が見た」と主張した。後になってスパイサーは、就任式の参加者やテレビ中継の視聴者だけでなく、インターネット中継の視聴者も含めた数字であったと釈明した。しかし、インターネットの視聴者数に関する確かなデータは存在しないため、その主張を立証することはできない。
2017年3月6日、ホワイトハウス広報部長にマイク・ダブキが就任するのに伴い、同職を辞し報道官に専従する予定であったが、5月30日にダブキが辞意を表明したため、6月2日よりスパイサーが広報部長代行に就任した。その後、トランプ大統領は空席となっていた広報部長にヘッジファンド・スカイブリッジ・キャピタル創業者のアンソニー・スカラムーチを充てることを決定したが、スパイサーはこの決定を重大な間違いだとして7月21日に大統領報道官を辞任すると表明。引き継ぎのため2017年8月末までホワイトハウスに留まることとなったが、辞任の引き金となったスカラムーチはわずか10日後の7月31日に広報部長を解任されている。

## 人物
2004年11月13日にワシントンD.C.のセント・オールバンズ監督派教会で、当時テレビプロデューサーだったレベッカ・ミラーと結婚した。妻とバージニア州アレクサンドリアに在住し、2人の子どもがいる。スパイサー自身はカトリックである。レベッカは、全米ビール卸売協会の広報担当上級副会長を務めている。
2019年、ABCのダンスリアリティ番組「ダンシング・ウィズ・ザ・スターズ」のシーズン28ににサルサダンサーとして出演した。
ホワイトハウス報道官時代は、アメリカのコメディ番組サタデー・ナイト・ライブにて、定例会見を舞台として度々スケッチのネタにされていた。ここでのスパイサーは「気分を落ち着けるため」にガムを食べるもすぐ激昂し、記者に対して水鉄砲を見舞う、飾り柱を記者席に投げ込む、演台で記者席に突っ込むといったエキセントリックなキャラクターであった。これについてスパイサーは「面白いし可愛らしい（このシリーズでのスパイサーはメリッサ・マッカーシーが男装で演じている）が、もう少し控え目にして欲しい。出来れば政府が取り組んでいることも織り込んで欲しい。」とコメントしている。